# Rio Chupador
Rio Chupador är ett vattendrag i Brasilien.   Det ligger i delstaten Paraná, i den södra delen av landet, 1 000 km söder om huvudstaden Brasília.
Omgivningarna runt Rio Chupador är huvudsakligen savann. Runt Rio Chupador är det ganska glesbefolkat, med 23 invånare per kvadratkilometer.